# À une Malabaraise
À une Malabaraise est un poème de Charles Baudelaire écrit en 1840.

## Contexte
Ce poème est le poème no XX du recueil Les Épaves.
Charles Baudelaire publie Les Fleurs du mal en 1857. Puis en 1866, il publie Les Épaves, recueil constitué de trois parties :
- un premier chapitre composé d'un seul poème (poème I) ;
- un second chapitre Pièces condamnées tirées des Fleurs du Mal (poèmes II à XX) ;
- un troisième chapitre Bouffonneries constitué de trois poèmes.

### Titre
Une Malabaraise est au sens strict une habitante de la région de Malabar sur la côte sud-ouest de l'Inde (État actuel du Kerala). En français néanmoins, le mot « Malabar » a aussi servi à désigner tout habitant du sud de l'Inde et notamment aussi de la côte sud-est (pays tamoul) ainsi que, par extension, les habitants d'origine tamoule des îles Maurice et de La Réunion. Dans le contexte du poème, la « Malabaraise » peut faire référence à une Indienne d'un comptoir de la France en Inde du Sud (Pondichéry ou alors Mahé sur la côte occidentale)[réf. nécessaire], tout comme à une « Malbare » ou « Malbaraise », l'appellation créole donnée aux femmes d'ascendance sud-indienne dans les Mascareignes.

### Publication dans la revueL'Artiste
Charles Baudelaire publie ce poème en 1846 dans l'hebdomadaire L'Artiste, sous le nom de Pierre de Fayis,. 
Le poème se termine alors par les six vers suivants non repris dans les publications suivantes :
Amour de l'inconnu, jus de l'antique pomme
Vieille perdition de la femme et de l'homme,
O curiosité, toujours tu leur feras
Déserter, comme font les oiseaux, ces ingrats,
Pour un lointain mirage et des cieux moins prospères,
Le toit qu'ont parfumé les cercueils de leurs pères.
Dans cette publication :
ce poème portait le titre À une indienne ;
le vers 2 était :
Est large à faire envie à la plus fière blanche ;
les vers 4–5 : 
Tes grands yeux indiens sont plus noirs que ta chair
Aux climats chauds et bleus où on Dieu t'a fait naître,
le vers 8 :
Et de chasser du lit les moustiques rôdeurs,
le vers 12 :
Et fredonnes tout bas de doux airs inconnus ;
les vers 22–24 :
Frissonnantes là-bas sans la neige et les grêles,
Que tu regretterais tes loisirs doux et francs
Si le corset brutal martyrisant tes flancs,
les vers 27–28 :
L’œil errant et suivant dans nos vastes brouillards,
Des cocotiers natifs les fantômes épars !
et ce dernier vers dans les éditions 1857 et 1865 :
Des cocotiers aimés les fantômes épars !

### Datation du poème
Le millésimé 1840 est probablement erroné, ce poème datant sans doute du voyage à Maurice en 1842, où une servante de Mme Autard de Bragard put l'inspirer, une Indienne affranchie de Bénarès, la sœur de lait et servante de Mme Autard de Bragard, voire cette dernière elle-même.

### Influence d'un poème de Théophile Gautier
Ce poème témoigne une influence certaine de la pièce de Théophile Gautier Ce monde-ci et l'autre, issue du recueil Poésies diverses accompagnant La Comédie de la mort paru en 1838.

## Analyse
Ce poème est le premier proposé dans le chapitre « Femmes » de l'étude « Baudelaire et la modernité » de l'ouvrage Littérature XIXe siècle, dans la collection dirigée par Henri Mitterand. Dans son introduction, l'auteur termine par ces mots : « Que ce soit l'une de ces « dames des îles » (À une Malabaraise) qui anticipent le portrait de Jeanne Duval, ou l'une de ces « passantes » qui préfigurent les rencontres hasardeuses et anonymes chères aux surréalistes, les femmes de Baudelaire font ainsi « germer mille sonnets » où le bonheur s'appelle exotisme, sensualité, raffinement ou mystère ».
« Les deux derniers vers ne sont pas les plus beaux des Fleurs du Mal mais sont de grande importance, par un dédoublement qui s'y dessine, entre femme heureuse et choyée, et femme victime, et qui va dominer toute la grande œuvre à venir et lui assurer sa qualité spirituelle », Elvire Maurouard dans son ouvrage Les Beautés noires de Baudelaire conclut « l'exagération des hanches est décrite comme un atout pour la Noire puisqu'elle fait envie à la plus belle Blanche ».
Ce poème ne fait partie ni de l'Anthologie de la poésie française de Georges Pompidou ni de l'Anthologie de la Bibliothèque de la Pléiade.
Il fait l'objet d'une analyse dans l'ouvrage French Cultural Studies: Criticism at the Crossroads.

## Postérité

### Traductions
Ce poème a été traduit en de nombreuses langues, notamment en anglais par des auteurs tels le poète Roy Campbell, en néerlandais, en tchèque mais aussi en allemand, en arabe, en espagnol, en hongrois, en italien, en portugais, en russe…

### Mise en musique
Le poème a été chanté par plusieurs chanteurs, tels Léo Ferré en 1967, Georges Chelon en 2006, ou encore le groupe Exsangue en 2016.

### Gravure
Le poème a inspiré André Domin (d) (1883–1962) dans l'une de ses lithographies.

### Lectures publiques
Le poème a été lu par de nombreux acteurs, dont Jean-Louis Barrault dans une émission de France Culture en 1962